# Kreishauptmannschaft
Kreishauptmannschaft ist eine historische Bezeichnung für staatliche Mittelbehörden im Königreich bzw. Freistaat Sachsen, welche 1939 in Regierungspräsidien umbenannt wurden.

## Aufgaben
Als Mittelbehörde für die allgemeine Landesverwaltung führte die Kreishauptmannschaft unter der Leitung eines Kreishauptmanns die Aufsicht über die dem Innenministerium unterstehenden Behörden seiner Region, die Aufsicht über die Bezirke und Städte und die allgemeine Landesverwaltung, wobei die Volksschulaufsicht, die Verwaltung der direkten Steuern, der Straßen- und Wasserbau und die Militärverwaltung nicht mehr zu ihren Aufgaben gehörte. Die Kreishauptmannschaft war in kollegialer Zusammensetzung auch Verwaltungsgericht erster Instanz. Für die Regelung bestimmter wichtiger Verwaltungsangelegenheiten war in den vier Regionen jeweils ein Kreisausschuss eingerichtet worden, dessen Mitglieder von den Bezirksversammlungen und Stadtbezirken entsandt wurden, der Kreishauptmann war bis zur Demokratisierung Deutschlands 1919 auch dessen Vorsitzender.

## Überblick

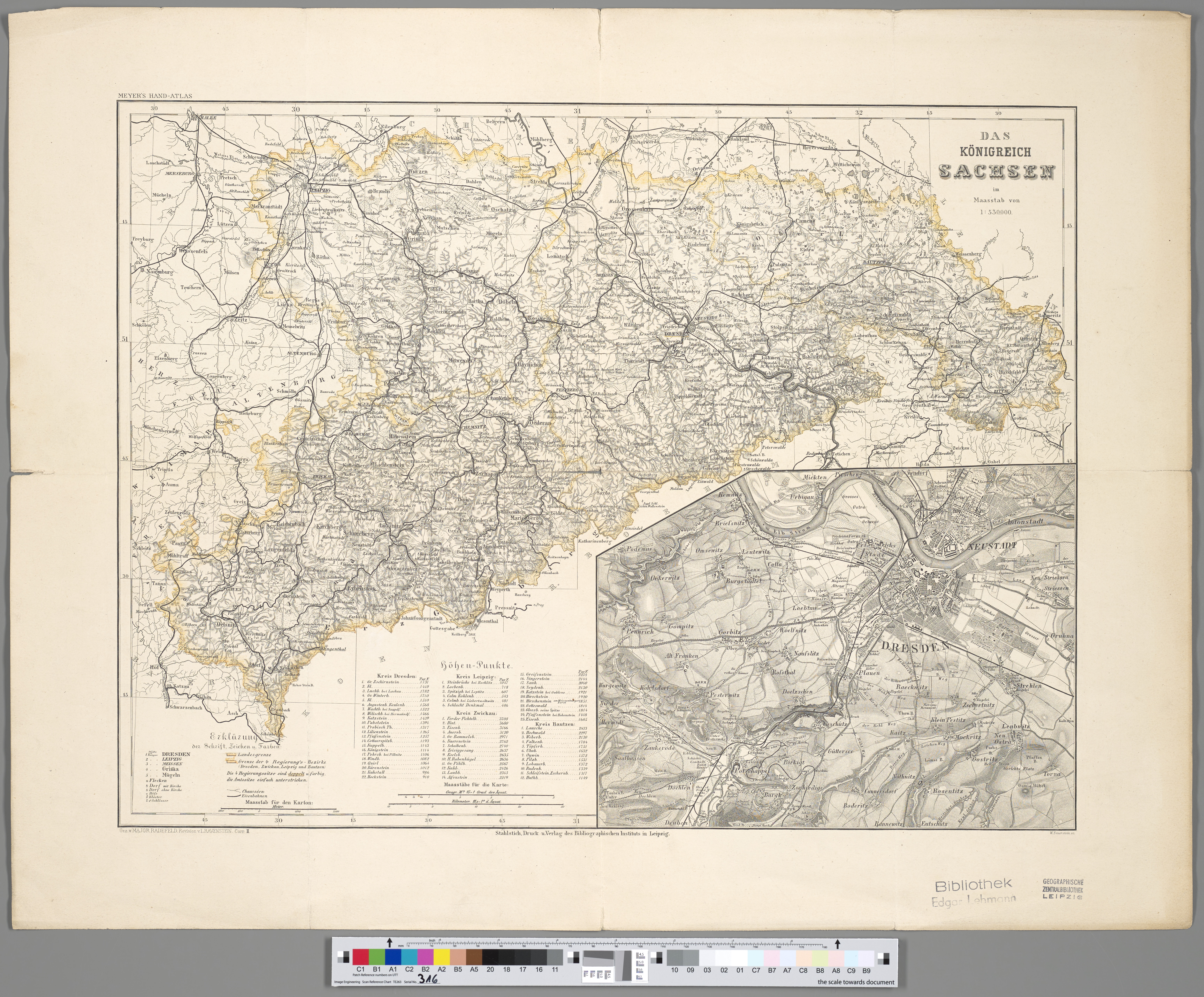
Historische Karte von Sachsen mit dem Kreisdirektionen

Nach 1835 gab es in Sachsen zunächst vier sogenannte Kreisdirektionen, die nach der sächsischen Verwaltungsreform von 1873/74 in Kreishauptmannschaften umbenannt wurden.
- Kreishauptmannschaft Bautzen
- Kreishauptmannschaft Dresden
- Kreishauptmannschaft Leipzig
- Kreishauptmannschaft Zwickau

Im Jahr 1900 wurde durch Teilung der Kreishauptmannschaft Zwickau zusätzlich die Kreishauptmannschaft Chemnitz eingerichtet.
1932 wurde die Kreishauptmannschaft Bautzen mit der Kreishauptmannschaft Dresden zur Kreishauptmannschaft Dresden-Bautzen zusammengelegt. 1939 wurden die Kreishauptmannschaften nach preußischem Vorbild in Regierungsbezirke umbenannt. Der Kreishauptmann hieß ab diesem Zeitpunkt Regierungspräsident.

## Größenvergleich der Kreishauptmannschaften (1900)
| Kreishauptmannschaft | Fläche in km² | Einwohner Verwaltungsort | Einwohner gesamt |
| -------------------- | ------------- | ------------------------ | ---------------- |
| Bautzen              | 2.469,73      | 26.024                   | 405.173          |
| Chemnitz             | 2.070,99      | 206.913                  | 792.393          |
| Dresden              | 4.336,86      | 396.146                  | 1.216.489        |
| Leipzig              | 3.567,35      | 456.124                  | 1.060.632        |
| Zwickau              | 2.548,01      | 55.825                   | 727.529          |